# Besse, Dordogne
Besse (trong tiếng Occitan Beça) là một xã của Pháp, nằm ở tỉnh Dordogne trong vùng Aquitaine của Pháp. Xã này có diện tích 16,2 km2, dân số năm 2007 là 151 người. Xã nằm ở khu vực có độ cao trung bình 270 m trên mực nước biển.

## Hành chính
| Danh sách các xã trưởng                |                  |                  |               |         |
| Giai đoạn                              | Giai đoạn        | Tên              | Đảng          | Tư cách |
| tháng 3 năm 1977                       | tháng 3 năm 2008 | Marcel Mezergues | Divers droite | -       |
| tháng 3 năm 2008                       | đương nhiệm      | Daniel Mezergues | SE            | -       |
| Tất cả các dữ liệu trước đây không rõ. |                  |                  |               |         |

## Thông tin nhân khẩu
En 1864: 622
| Năm    | 1962 | 1968 | 1975 | 1982 | 1990 | 1999 | 2007 |
| ------ | ---- | ---- | ---- | ---- | ---- | ---- | ---- |
| Dân số | 211  | 191  | 207  | 183  | 171  | 163  | 151  |